# László Branko Breiding
László Branko Breiding (* 1994 in Karlsruhe) ist ein deutscher Schauspieler.

## Leben
László Branko Breiding interessierte sich schon früh für das Schauspiel. Seine ersten schauspielerischen Erfahrungen machte er im Alter von 14 Jahren im Jugendclub des Badischen Staatstheaters Karlsruhe. Er wirkte, unter der Regie von Sonja Beil und Robert Besta, in mehreren Produktionen des Jungen Badischen Staatstheaters mit. 2012 spielte er auf der Bühne des Schauspielhauses des Badischen Staatstheaters Karlsruhe unter der Regie von Mareike Mikat die Rolle des Absyrtus in der Produktion Der Gastfreund/Die Argonauten. 2013 folgte die Rolle des „Altar Boy“ in dem Musical Alice (Regie: Daniel Pflüger). 2013 gastierte er am Stadttheater Baden-Baden in der Uraufführungsproduktion Homevideo (Regie: Laura Huonker), die 2014 zum „Heidelberger Stückemarkt“ eingeladen wurde.
Von 2014 bis Herbst 2017 absolvierte er sein Schauspielstudium an der Otto-Falckenberg-Schule in München. Während seiner Ausbildung trat er in mehreren Produktionen an den Münchner Kammerspielen auf, wo er mit Regisseuren und Regisseurinnen wie Katharina Mayrhofer, Stefan Pucher, Alexander Giesche und Wiebke Puls arbeitete. 2016 spielte er am Residenztheater München in Ulrich Rasches Inszenierung von Schillers Die Räuber, die 2017 zum 54. Berliner Theatertreffen eingeladen wurde, die Figur des Räubers Roller. 2018 gastierte er in der Produktion Das große Heft (Regie: Ulrich Rasche) am Staatsschauspiel Dresden. Ab der Spielzeit 2018/19 war Breiding festes Mitglied des Schauspielensembles am Nationaltheater Mannheim. Er wirkte dort in der Spielzeit 2018/19 u. a. in den Inszenierungen Der Elefantengeist von Lukas Bärfuss (Regie: Sandra Strunz) und Der Steppenwolf (als Harry Haller, Regie: Joachim Lux). Außerdem verkörperte er Mortimer und eine der vier „Marias“ in Claudia Bauers Inszenierung von Schillers Trauerspiel Maria Stuart. Am Nationaltheater Mannheim spielte er weiters Kostja in Die Möwe (Regie: Christian Weise) und Lionel in Die Jungfrau von Orleans (Regie: Ewelina Marciniak). Mit Beginn der Spielzeit 2022/23 arbeitet er frei und ist weiterhin Gast am Nationaltheater Mannheim engagiert.
Seit 2012 steht László Branko Breiding regelmäßig vor der Kamera, beispielsweise 2014 für den internationalen Kinofilm „En mai, fais ce qu’il te plaît“ (Regie: Christian Carion), der 2015 in die Kinos kam. Eine dramatische Episodenhauptrolle hatte Breiding in der ZDF-Krimiserie Der Alte (Erstausstrahlung: Mai 2019), in der er den von „tragischen Reflexionen geprägten“, als Wunderkind geltenden jungen Maler Daniel Egermann verkörperte. In der 5. Staffel der Fernsehserie In aller Freundschaft – Die jungen Ärzte (Juli 2019) hatte er, an der Seite von Amber Bongard, eine weitere Episodenhauptrolle als Patient, der sich um seine jüngere Schwester kümmern muss. In der 5. Staffel der TV-Serie WaPo Bodensee übernahm Breiding eine der Episodenhauptrollen als tatverdächtiger Sporttaucher Jonas. In der 12. Staffel der ZDF-Serie Die Chefin (2021) übernahm er eine Episodenhauptrolle als Leitender Arzthelfer Marcel Heuschneider, der in Frauenkleidern die Menschen tötet, die er für den Tod seiner Frau verantwortlich macht.
Breiding lebt in Berlin und Wien.

## Filmografie (Auswahl)
- 2012: Schwarz und Weiss (Kurzfilm)
- 2013: Tatort: Freunde bis in den Tod (Fernsehreihe)
- 2015: En mai, fais ce qu’il te plaît (Kinofilm)
- 2018: SOKO München: Ausgedient (Fernsehserie, eine Folge)
- 2018: Am Draht der Zeit (Kurzfilm)
- 2018: Technically Single (Web-Serie, Serienrolle)
- 2018: Der Alte: Bild des Todes (Fernsehserie, eine Folge)
- 2019: In aller Freundschaft – Die jungen Ärzte: Wenn es darauf ankommt (Fernsehserie, eine Folge)
- 2020: WaPo Bodensee: Auf Messers Schneide (Fernsehserie, eine Folge)
- 2021: Blind ermittelt – Endstation Zentralfriedhof (Fernsehreihe)
- 2021: Start the fck up (Comedyserie)
- 2021: Die Chefin: Nebenwirkungen (Fernsehserie, eine Folge)
- 2022: Die Kanzlei: Der Wert des Lebens, Ohne Heimat (Fernsehserie, zwei Folgen)
- 2022: Bettys Diagnose: Liebestest (Fernsehserie, eine Folge)
- 2022: Trauzeugen (Kinofilm)
- 2023: Polizeiruf 110: Little Boxes (Fernsehreihe)
- 2024: Helgoland 513 (Fernsehserie)